# エギーユ・ヴェルト
エギーユ・ヴェルト (Aiguille Verte, フランス語発音: [egij vɛʁt], 英語: Green Needle, 4,122 m (13,524 ft)) は、フレンチ・アルプスのモンブラン山塊にある山である。
マッターホルンでの運命的な初登頂の2週間前である、1865年6月29日に、エドワード・ウィンパー、クリスチャン・アルマー、フランツ・ビナーによって初登頂された。ウィンパーは、彼のいつものガイド、Michel Crozと登ることができず、シャモニーで依頼人を待たなければならなかった。結果的に、ウィスパーは、1854年にヴェターホルンをアルフレッド・ウィリスと登った、クリスチャン・アーマーのサービスを雇った。
2回目の登頂は、チャールズ・ハドソン、T・S・ケネディ、Michel Crozによって、Moine尾根経由で行われた。Arête Sansの最初の登頂は、ニコラス・イエーガーによって1972年に行われた。

## ギャラリー

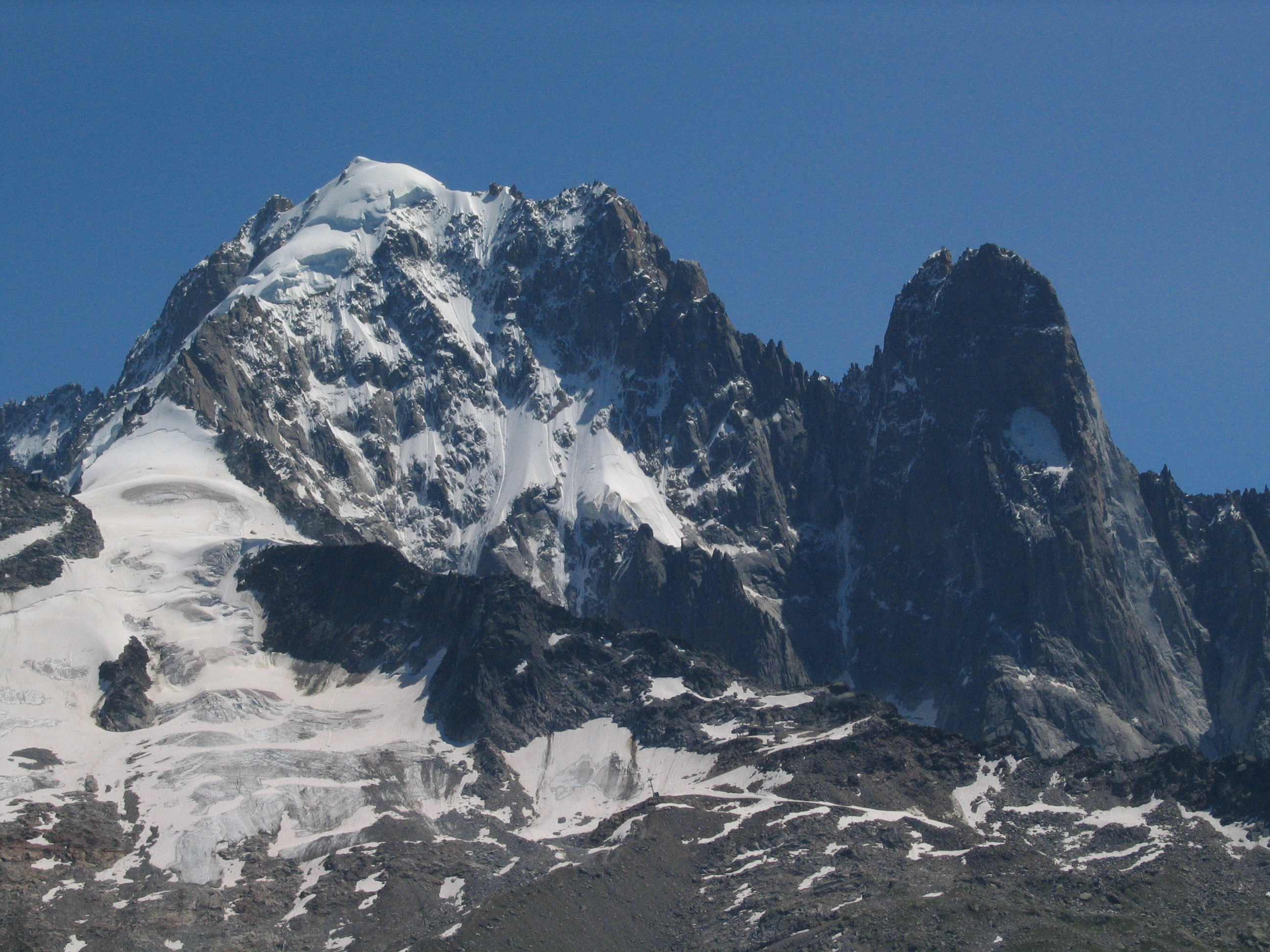
Montagne de la Flégèreから見たエギーユ・ヴェルト
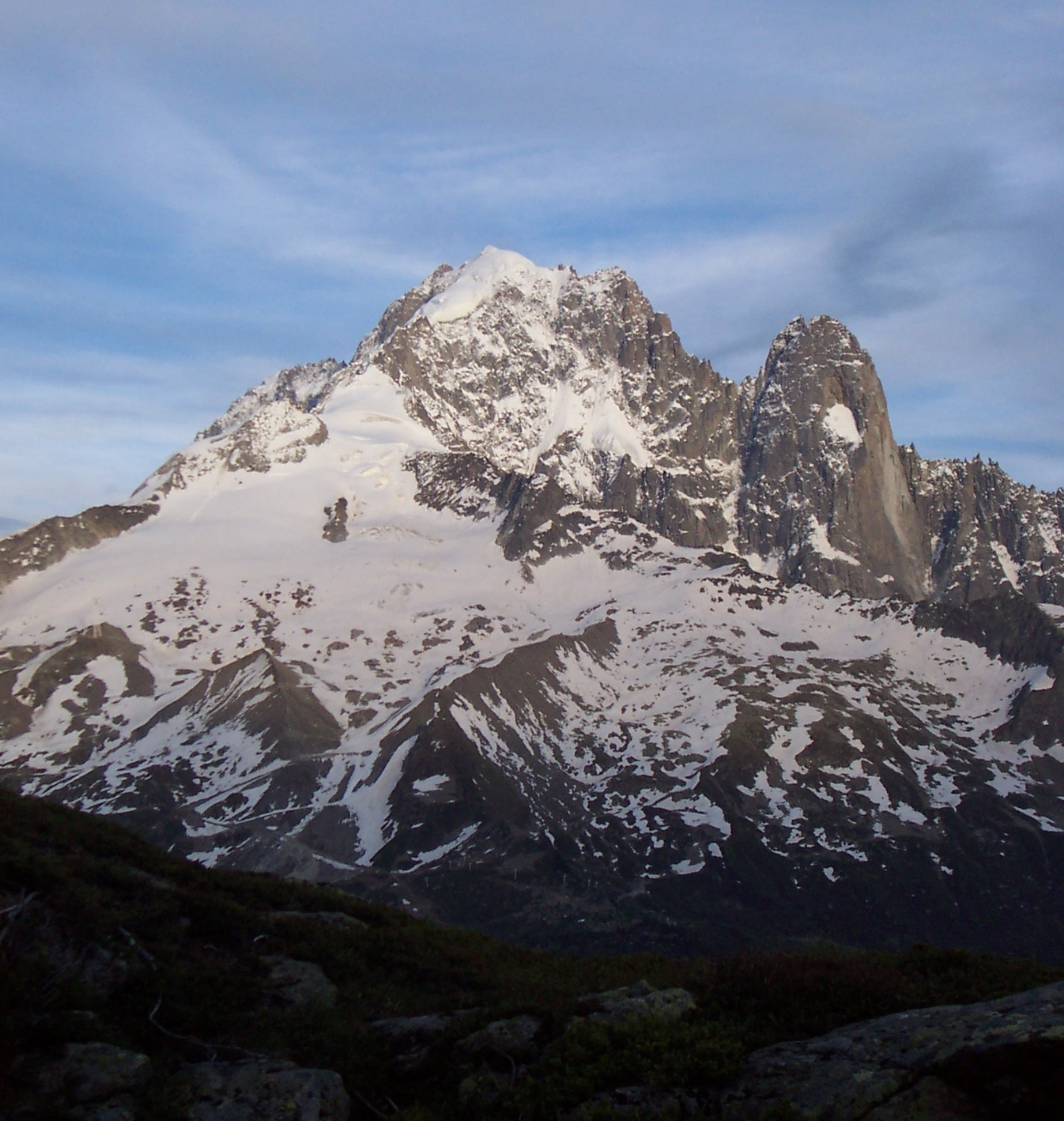
エギーユ・ルージュから見たエギーユ・ヴェルト（中央）とドリュ針峰（右）
エギーユ・ヴェルトの北側